# Schlachthauszwang
Als Schlachthauszwang oder Schlachthofzwang wird die durch kommunale Satzung auferlegte Pflicht bezeichnet, aus Gründen des öffentlichen Wohls Schlachthöfe zu benutzen. Der Schlachthofzwang ist eine Form des Benutzungszwangs einer der Gesundheit dienenden Einrichtung. Rechtsgrundlage für entsprechende Satzungen sind die deutschen  Gemeindeordnungen.
Tiere dürfen grundsätzlich nur in dafür zugelassenen Schlachthöfen – nicht in Hausschlachtung – und nur auf bestimmte Weise getötet werden, insbesondere nur nach Betäubung. Der Schlachthofzwang soll insoweit für den Tierschutz und die erforderliche Hygiene sorgen und z. B. bei der Schlachtung von Schweinen die notwendige Trichinenuntersuchung sicherstellen.
Der Schlachthauszwang wurde 1881 in Preußen durchgesetzt und führte zum Bau von bedeutenden Vieh- und Schlachthöfen in den Städten, z. B. des Zentralvieh- und Schlachthofs in Berlin oder des Schlacht- und Viehhofs Düsseldorf.
In der zweiten Hälfte des 20. Jahrhunderts verloren die städtischen Vieh- und Schlachthöfe an Bedeutung, weil in Gebieten mit Viehwirtschaft zunehmend private Schlachthöfe (auch EU-Schlachthöfe genannt) entstanden.